# Râul Șovățul de Jos
Șovățul de Jos este un râu din Republica Moldova, afluent stâng al râului Șovățul Mare. Lunca râului este puternic modificată din punct de vedere hidromorfologic, pe cursul apei fiind construite circa 12 lacuri antropice diminuând cu 40% din scurgere. Volumul scurgerii de apă constituie 4,1 mil. m3. În perimetrul bazinului hidrografic există 5 localități – or. Fălești, s. Făleștii Noi, s. Călugăr, s. Egorovca, Fabrica de Zahăr, parțial s. Albinețul Vechi. Terenurile arabile ocupă 57%.
Întreprinderi amplasate în or. Fălești și gospodăriile agricole din sate, deversează apele uzate în Șovățul de Jos. Întreprinderile industriei grele reprezintă surse potențiale de poluare a apelor cu metale grele (cupru, zinc, nichel și plumb), dar și fier, uleiuri, hidrocarburi. Fabrica de zahăr contribuie la poluarea cu substanțe organice dizolvate, substanțe alcaline, formaldehidă ș.a. Astfel, r. Șovățul de Jos se caracterizează printr-un conținut sporit de săruri minerale, azotat de amoniu, având un grad înalt de poluare.